# 국제 오리엔티어링 연맹

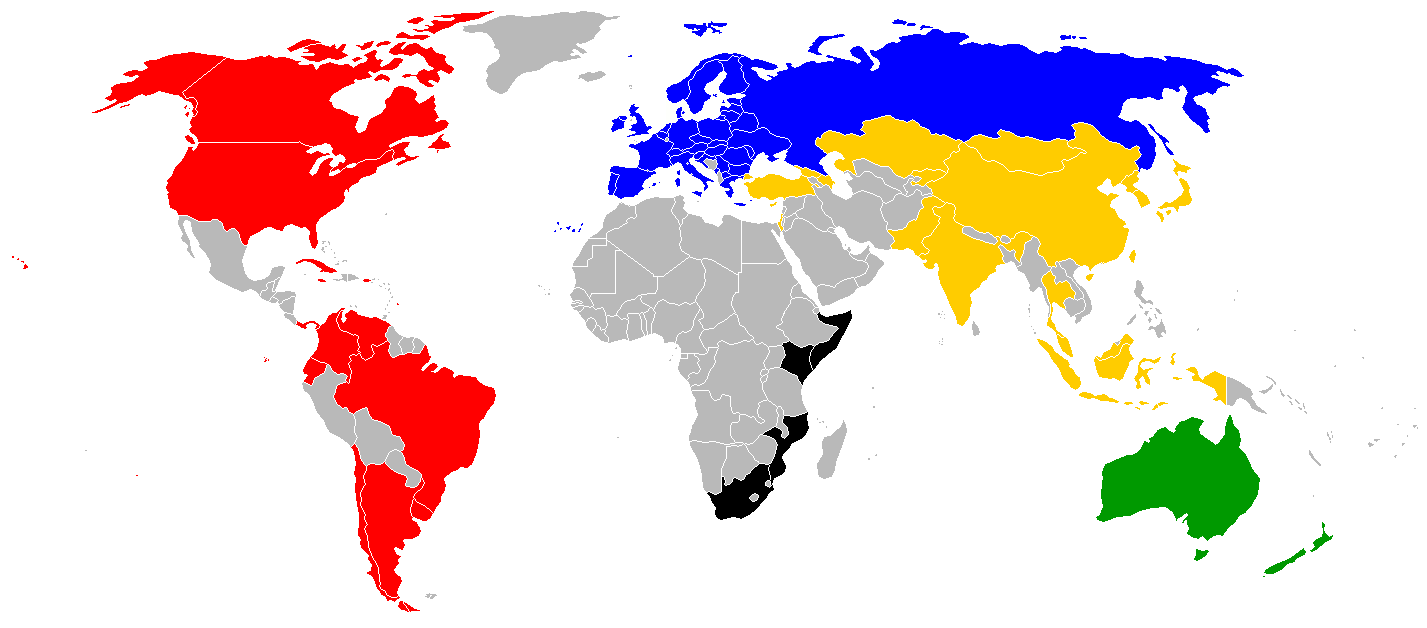
IOF의 회원국 지도

국제오리엔티어링연맹(International Orienteering Federation, IOF)은 오리엔티어링의 국제 스포츠 연맹이다. IOF의 주 사무소는 스웨덴 칼스타드시에 위치해 있다.
IOF는 풋 오리엔티어링, 산악 자전거 오리엔티어링, 스키 오리엔티어링, 트레일 오리엔티어링 등 4개의 부문을 관리한다.